# Anumanthan Kumar
Anumanthan Kumar (* 14. Juli 1994 in Singapur), mit vollständigen Namen Anumanthan s/o Mohan Kumar, ist ein singapurischer Fußballspieler.

## Karriere

### Verein
Anumanthan Kumar erlernte das Fußballspielen in der National Football Academy in Singapur. Von 2012 bis 2015 stand er bei den Young Lions unter Vertrag. Die Young Lions sind eine U23-Mannschaft, die 2002 gegründet wurde. In der Elf spielen U23-Nationalspieler und auch Perspektivspieler. Ihnen soll die Möglichkeit gegeben werden, Spielpraxis in der ersten Liga, der S. League, zu sammeln. Für die Lions bestritt er 63 Erstligaspiele. 2016 wechselte er zum Ligakonkurrenten Hougang United. Hier unterschrieb er einen Zweijahresvertrag. Der ebenfalls in der S. League spielende Home United nahm ihn die Saison 2018 unter Vertrag. Mit Home wurde er im gleichen Jahr Vizemeister. Sein ehemaliger Verein Hougang United nahm ihn ab 2019 unter Vertrag. Hier spielte er bis Ende 2020 und absolvierte 23 Erstligaspiele. Im Januar 2021 wechselte er zum ebenfalls in der ersten Liga spielenden Kedah Darul Aman FC. Für Kedah stand er 21-mal in der Liga auf dem Spielfeld. Im Januar 2022 ging er wieder nach Singapur, wo er einen Vertrag beim Erstligisten Lion City Sailors unterschrieb. Im Februar 2022 gewann der mit den Sailors den Singapore Community Shield. Das Spiel gegen Albirex Niigata (Singapur) gewann man mit 2:1. Am Ende der Saison 2023 feierte er mit den Sailores die Vizemeisterschaft. Am 9. Dezember 2023 stand er mit den Sailors im Finale des Singapore Cup. Hier besiegte man Hougang United mit 3:1. Am 4. Mai 2024 gewann er mit den Sailors den Singapore Community Shield. Das Spiel gegen Albirex Niigata (Singapur) wurde mit 2:0 gewonnen. Am Ende der Saison 2024/25 feierte er mit den Sailors die Meisterschaft. Am 18. Mai 2025 bestritt er mit den Sailors das Finale der AFC Champions League Two. Hier musste man sich im heimischen Bishan Stadium dem Sharjah FC mit 1:2 geschlagen geben. Am 31. Mai 2025 stand er mit den Sailors im Endspiel des Singapore Cup. Das Finale gegen die Tampines Rovers gewann man mit durch ein Tor von Bart Ramselaar mit 1:0. Nach insgesamt 64 Ligaspielen wechselte er im Sommer 2025 nach Thailand. Hier unterschrieb er in Kanchanaburi einen Vertrag beim Erstligaaufsteiger Kanchanaburi Power FC.

### Nationalmannschaft
Anumanthan Kumar spielt seit 2013 in der singapurischen Nationalmannschaft.

## Erfolge
Home United/Lion City Sailors
- Singapurischer Meister: 2024/25
- Singapurischer Vizemeister: 2018, 2023
- Singapore Community Shield: 2022, 2024
- Singapore Cup-Sieger: 2023, 2025
- AFC Champions League Two: 2024/25 (Finalist)

## Auszeichnungen
S. League
- Nachwuchsspieler des Jahres: 2016